# Ateuchus ambiguus
Ateuchus ambiguus är en skalbaggsart som beskrevs av Martinez 1990. Ateuchus ambiguus ingår i släktet Ateuchus och familjen bladhorningar. Inga underarter finns listade.